# 李宗霖
李宗霖（1993年9月20日—），香港裔台灣男演員、歌手，出生於台灣高雄。父亲李彦龙曾为台北晶华酒店的主厨，母亲为家庭主妇。2017至2024年間，是关晓彤工作室旗下演员，主要在中國大陆发展。2024年之後返回台灣演出。代表作為《智勝鮮師》和《校花的貼身高手》。

## 經歷
2019年參加愛奇藝選秀節目青春有你，李宗霖與其他訓練生住在錄製廠區，平均睡眠時間僅為兩小時，其他時間用於錄影及訓練，與外界難以聯繫，最終獲得第35名。

## 音樂作品
| 發行年 | 歌名           | 作詞           | 作曲                                  | 備註 |
| 2012年 | 戀愛考場       | 陳柏蒼         | 羅文裕                                | 企二八咖合唱，中視校園偶像劇《智勝鮮師》主題曲                                                                 |
| 2013年 | 我就是要鬧這樣 | 李宗霖         | 李宗霖                                | 網劇球愛酒吧主題曲                                                                                             |
| 2013年 | 收集勇氣       | 李宗霖         | 李宗霖                                | |
| 2019年 | 雨             | 黃宣碩         | 黃宣碩                                | 電視劇《一千個晚安》插曲                                                                                       |
| 2019年 | 迷宮           | 吕易秋，占逸君 | Bull$EyE，De view，Won Sun jae，OBROS | 綜藝節目《青春有你》學員主題考核原創曲目，由管栎、徐炳超、王喆、胡文煊、丁飛俊、吴承澤、施展、李宗霖共同演唱。 |
| 2019年 | 追光           | 孫依哲         | 孫依哲                                | |
| 2023年 | 僅此而已       | 何思寧、周士揚 | 何思寧、周士揚                        | |

## 演唱會
| 年份          | 地點           | 主題                                 |
| 2013年8月11日 | 極緻形象小禮堂 | 王子與公主的音樂旅程 夏戀童話 演唱會 |
| 2014年8月23日 | 極緻形象小禮堂 | 夏戀童話演唱會                       |
| 2015年8月29日 | 西門紅樓展演館 | 2015夏戀童話演唱會 之 好想談戀愛     |

## 影视作品

### 電視劇
| 年份   | 播放頻道               | 戲劇名稱                  | 角色           |
| 2012年 | 中視、八大綜合台       | 《智勝鮮師》              | 柯瀚傑（王子） |
| 2012年 | 公視                   | 《青春法學園》            | 數學老師       |
| 2013年 | 優酷                   | 《101次告白》             | 郝瀚           |
| 2014年 | 東森幼幼台             | 《萌學園六復活之戰》      | 闇黑將軍／雷普 |
| 2014年 | 民視                   | 《你照亮我星球》          | 劉俊杰（少年） |
| 2015年 | 三立都會台、東森綜合台 | 《好想談戀愛》            | 鄭英謙         |
| 2015年 | 愛奇藝                 | 《校花的贴身高手第一季》  | 林逸           |
| 2015年 | 中視、東森綜合台       | 《必娶女人》              | 阿信           |
| 2016年 | 湖南衛視               | 《十五年等待候鳥》        | 丹尼爾         |
| 2016年 | 公視                   | 《外星有情人》            | 阿龐/年輕子達  |
| 2016年 | LINE TV、八大綜合台    | 《劣人傳之詭計》          | 莊煒翔         |
| 2016年 | 愛奇藝                 | 《校花的贴身高手第2-4季》 | 林逸           |
| 2017年 | 東方衛視、愛奇藝       | 《軒轅劍之漢之雲》        | 尚章           |
| 2017年 | 愛奇藝                 | 《愛麗舍之心願本》        | 桂彬           |
| 2018年 | 湖南衛視               | 《鳳囚凰》                | 花错           |
| 2019年 | 三立都會台             | 《一千個晚安》            | 吳柏森         |
| 2020年 | 優酷                   | 《全世界最好的你》        | 叶邵文         |
| 2021年 | 騰訊視頻               | 《我就是這般女子》        | 班             |
| 2023年 | 優酷                   | 《最灿烂的我们》          | 郭瑞           |
| 2024年 | 騰訊視頻               | 《小亭臺》                | 蘇景原         |
| 2025年 | 愛奇藝                 | 《明媒善娶》(2021年拍攝)  | 施重山         |
| 待播   | PPTV                   | 《異獸志》                | 鐘亮           |
| 待播   |                        | 《这个女子有点田》        | 方俊           |
| 待播   |                        | 《看看你有多愛我》        | 承雋           |
| 待播   | 公視台語台             | 《等待》                  | 何木村         |

### 微電影/短片
| 年份   | 名称                  | 角色     | 備註                             |
| 2013年 | 《誰會一直在妳身邊?》 | 粉刺美男 | 滋卿愛牛乳石鹼洗面乳50周年微電影 |
| 2014年 | 《室友》              | Smart    | 網路素養故事                     |

### 音樂錄影帶
| 年份   | 歌曲       | 演唱   | 收錄專輯 |
| 2012年 | 打擾愛情   | 周傳雄 | 打擾愛情 |
| 2013年 | 邊愛邊胡鬧 | 林采緹 | 女帝詔曰 |
| 2015年 | 底線       | 溫嵐   | 愛上自己 |
| 2023年 | 最後的最後 | 黃霆睿 |          |

## 書籍作品
| 年份   | 書名                           | 出版社   | ISBN               |
| 2016年 | 《微笑王子李宗霖 A SMILE BOY》 | 台灣角川 | ISBN 9789863669654 |

## 广告代言

### 廣告
- 2011 肯德基－揪人篇
- 2012 亞太電信－點亮篇
- 2012 肯德基(中國)意式肉酱肉丸飯
- 2013 滋卿愛牛乳石鹼洗面乳50周年微電影
- 2013 台灣大哥大 Amazing 智慧一族篇
- 2013 肯德基(中國)超值小食組－在一起不容易篇
- 2013 聖鬥士星矢ONLINE－盧山亢龍霸篇
- 2013 康師傅(中國)冰紅茶－飛瓶篇
- 2013 台灣大哥大聰明買單專案需求篇
- 2013 台灣大哥大 飛常有禮專案
- 2013 台灣大哥大 生活PAD備篇
- 2013 台灣大哥大 對我太好篇
- 2014 光陽 騎視錄
- 2014 匯竑阿薩姆奶茶 在一起篇
- 2014 台灣大哥大 Amazing 台灣大奇機 新年願望篇
- 2015 台灣大哥大 舊機換新機篇
- 2015 台灣大哥大 壁咚篇
- 2015 台灣大哥大 新年旗機篇
- 2015 LUXGEN 我的完美男神篇
- 2017 雀巢丝滑拿铁咖啡 办公室篇
- 2018 雀巢丝滑拿铁咖啡 洛天依MV篇
- 2021 抖音春晚中插TVC 關曉彤合作篇

## 獎項紀錄
| 年分   | 授獎單位       | 獎項           | 作品名稱       | 角色   | 備註 |
| 2015年 | 第四屆華劇大賞 | 最佳潛力新星獎 | 《好想談戀愛》 | 鄭英謙 | 提名 |